# ひろたまさき
ひろた まさき（広田 昌希、1934年11月21日 - 2020年6月17日）は、日本の思想史学者、大阪大学名誉教授。専攻・日本思想史。差別問題を中心に日本思想を研究する。
兵庫県神戸市生まれ。1958年京都大学文学部史学科卒業。1963年京都大学大学院博士課程修了。北海道教育大学助教授、岡山大学助教授、教授、1988年大阪大学文学部日本学教授。1997年定年退官、名誉教授、甲子園大学教授、京都橘大学教授。
2020年6月17日、85歳で死去。

## 著書

### 単著
- 『福沢諭吉』朝日新聞社〈朝日評伝選〉、1976年11月。
  - 『福沢諭吉』岩波書店〈岩波現代文庫〉、2015年9月。ISBN 978-4-00-600331-9。
- 『福沢諭吉研究』東京大学出版会、1976年。ISBN 978-4-13-020048-6。
- 『文明開化と民衆意識』青木書店、1980年3月。ISBN 978-4-250-80011-5。
- 『差別の視線 近代日本の意識構造』吉川弘文館、1998年。ISBN 4-642-07753-7。
- 『近代日本を語る 福沢諭吉と民衆と差別』吉川弘文館、2001年8月。ISBN 4-642-07776-6。
- 『女の老いと男の老い 近代女性のライフサイクル』吉川弘文館、2005年。ISBN 4-642-07943-2。
- 『差別からみる日本の歴史』解放出版社、2008年。ISBN 978-4-7592-4049-8。
- 『日本帝国と民衆意識』有志舎、2012年。ISBN 978-4-903426-58-7。
- 『異国の夢二』講談社選書メチエ、2023年。ISBN 978-4-06-532346-5。遺著

### 共著
- 坂本忠次 共 編『日本民衆の歴史 地域編 1 神と大地のはざまで 岡山の人びと』三省堂、1984年。ISBN 978-4-385-40751-7。
- 岡山歴史文化協会 編「対談・歴史学と自分史」『岡山歴史文化ブックレット』 no.3、倉地克直対談、西日本法規出版、1986年10月。
- 倉地克直共編著『岡山県の教育史』思文閣出版〈都道府県教育史〉、1988年1月。ISBN 4-7842-0502-0。 - 岡山県教育史年表・参考文献：pp.350-371。

### 編著
- ひろたまさき 編『岡山民権運動史関係史料集』 第2集、岡山民権運動百年記念行事実行委員会、1980年12月。 - 岡山民権運動百年記念。
- 荒木美智雄ほか執筆『現代のこころ金光教』ひろたまさき 責任編集、永井道雄・森本哲郎 監修、旺文社、1987年。ISBN 4-01-071033-0。
- ひろたまさき 編『民衆のこころ』中央公論社〈日本の近世 第16巻〉、1994年1月。ISBN 978-4-12-403036-5。

### 共編著
- 小畑隆資 共 編『岡山民権運動史関係史料集』 第1集、岡山民権運動百年記念行事実行委員会、1981年11月。 - 岡山民権運動百年記念。
- 坂本忠次 共 編『神と大地のはざまで 岡山の人びと』三省堂〈日本民衆の歴史 地域編1〉、1984年7月。ISBN 4-385-40751-7。
- 横田冬彦 共 編『異文化交流史の再検討 日本近代の〈経験〉とその周辺』平凡社、2011年5月。ISBN 978-4-582-83506-9。

### 校注
- 『差別の諸相』岩波書店〈日本近代思想大系 22〉、1990年3月。ISBN 4-00-230022-6。

### 監修
- 酒井直樹 編『ナショナル・ヒストリーを学び捨てる』ひろたまさき・キャロル・グラック 監修、東京大学出版会〈歴史の描き方 1〉、2006年11月。ISBN 4-13-025016-7。
- 西川祐子 編『戦後という地政学』ひろたまさき・キャロル・グラック 監修、東京大学出版会〈歴史の描き方 2〉、2006年11月。ISBN 4-13-025017-5。
- 冨山一郎 編『記憶が語りはじめる』ひろたまさき・キャロル・グラック 監修、東京大学出版会〈歴史の描き方 3〉、2006年12月。ISBN 4-13-025018-3。